# Brezolles
Brezolles és un municipi francès, situat al departament de l'Eure i Loir i a la regió de Centre – Vall del Loira. L'any 2007 tenia 1.644 habitants.

## Demografia

### Població
El 2007 la població de fet de Brezolles era de 1.644 persones. Hi havia 606 famílies, de les quals 171 eren unipersonals (64 homes vivint sols i 107 dones vivint soles), 159 parelles sense fills, 212 parelles amb fills i 64 famílies monoparentals amb fills.
La població ha evolucionat segons el següent gràfic:
Habitants censats

### Habitatges
El 2007 hi havia 703 habitatges, 616 eren l'habitatge principal de la família, 30 eren segones residències i 57 estaven desocupats. 573 eren cases i 130 eren apartaments. Dels 616 habitatges principals, 343 estaven ocupats pels seus propietaris, 253 estaven llogats i ocupats pels llogaters i 20 estaven cedits a títol gratuït; 11 tenien una cambra, 51 en tenien dues, 140 en tenien tres, 188 en tenien quatre i 226 en tenien cinc o més. 400 habitatges disposaven pel capbaix d'una plaça de pàrquing. A 322 habitatges hi havia un automòbil i a 207 n'hi havia dos o més.

### Piràmide de població
La piràmide de població per edats i sexe el 2009 era:
| Homes | Edats   | Dones |
| ----- | ------- | ----- |
| 0     | 95 o +  | 12    |
| 8     | 90 a 94 | 24    |
| 4     | 85 a 89 | 20    |
| 4     | 80 a 84 | 32    |
| 24    | 75 a 79 | 36    |
| 60    | 70 a 74 | 48    |
| 48    | 65 a 69 | 48    |
| 28    | 60 a 64 | 32    |
| 40    | 55 a 59 | 28    |
| 32    | 50 a 54 | 40    |
| 40    | 45 a 49 | 52    |
| 68    | 40 a 44 | 48    |
| 56    | 35 a 39 | 72    |
| 64    | 30 a 34 | 64    |
| 56    | 25 a 29 | 36    |
| 64    | 20 a 24 | 92    |
| 72    | 15 a 19 | 56    |
| 64    | 10 a 14 | 84    |
| 60    | 5 a 9   | 56    |
| 52    | 0 a 4   | 28    |

## Economia
El 2007 la població en edat de treballar era de 988 persones, 710 eren actives i 278 eren inactives. De les 710 persones actives 597 estaven ocupades (322 homes i 275 dones) i 114 estaven aturades (57 homes i 57 dones). De les 278 persones inactives 90 estaven jubilades, 90 estaven estudiant i 98 estaven classificades com a «altres inactius».

### Ingressos
El 2009 a Brezolles hi havia 677 unitats fiscals que integraven 1.735,5 persones, la mediana anual d'ingressos fiscals per persona era de 15.872 €.

### Activitats econòmiques
Dels 87 establiments que hi havia el 2007, 2 eren d'empreses extractives, 2 d'empreses alimentàries, 2 d'empreses de fabricació d'elements pel transport, 4 d'empreses de fabricació d'altres productes industrials, 14 d'empreses de construcció, 19 d'empreses de comerç i reparació d'automòbils, 6 d'empreses de transport, 6 d'empreses d'hostatgeria i restauració, 2 d'empreses d'informació i comunicació, 5 d'empreses financeres, 3 d'empreses immobiliàries, 6 d'empreses de serveis, 10 d'entitats de l'administració pública i 6 d'empreses classificades com a «altres activitats de serveis».
Dels 34 establiments de servei als particulars que hi havia el 2009, 1 era una oficina d'administració d'Hisenda pública, 1 gendarmeria, 1 oficina de correu, 3 oficines bancàries, 2 funeràries, 2 tallers de reparació d'automòbils i de material agrícola, 1 autoescola, 1 paleta, 3 guixaires pintors, 3 fusteries, 5 lampisteries, 1 electricista, 1 empresa de construcció, 2 perruqueries, 2 veterinaris, 2 restaurants, 2 agències immobiliàries i 1 saló de bellesa.
Dels 11 establiments comercials que hi havia el 2009, 1 era un hipermercat, 1 una gran superfície de material de bricolatge, 2 fleques, 2 carnisseries, 1 una peixateria, 1 una llibreria, 1 una sabateria, 1 un drogueria i 1 una joieria.
L'any 2000 a Brezolles hi havia 11 explotacions agrícoles que ocupaven un total de 1.029 hectàrees.

## Equipaments sanitaris i escolars
El 2009 hi havia 1 farmàcia i 2 ambulàncies.
El 2009 hi havia 1 escola maternal i 2 escoles elementals. Brezolles disposava d'un col·legi d'educació secundària amb 273 alumnes.

## Poblacions més properes
El següent diagrama mostra les poblacions més properes.